# Air Force Island
Air Force Island je neobydlený ostrov v oblasti Qikiqtaaluk v teritoriu Nunavut v Kanadě. Nachází se u jihozápadního pobřeží Baffinova ostrova a má rozlohu 1 720 čtverečných kilometrů.
První písemný záznam o existenci ostrova je z roku 1948, stejně jako o sousedních ostrovech prince Karla a Foley Island, od člena posádky Royal Canadian Air Force (RCAF), Alberta-Ernesta Tomkinsona, který pilotoval letadlo typu Avro Lancaster. Ostrov byl pojmenován na počest role RCAF při průzkumu arktického souostroví.